# Soldat Louis

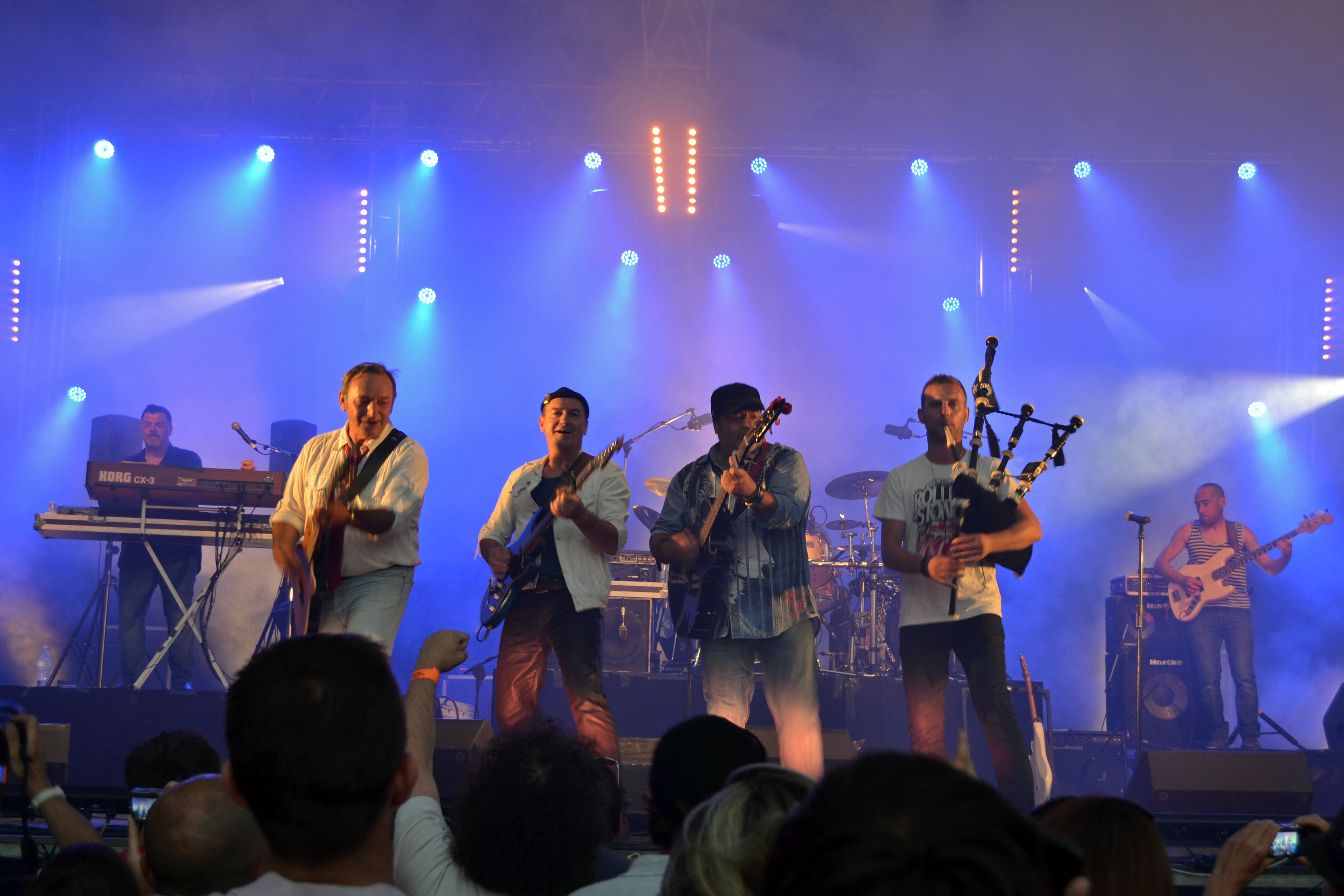
Soldat Louis (2013)

Soldat Louis ist eine französische Musikgruppe, die aus der bretonischen Hafenstadt Lorient stammt. Stilistisch wird sie dem Folk-Rock ebenso wie dem Bretonen- oder Kelten-Rock zugeordnet, für den das Miteinander von elektrisch verstärkten (E-Gitarre, E-Bass, Keyboard, dazu Schlagzeug) mit traditionellen akustischen Instrumenten wie Binioù bras, Uilleann Pipes, Cornemuse, Bombarde und anderen Flöten, Banjo und Gitarre typisch ist. Allerdings prägte insbesondere in den frühen Jahren ihrer Karriere auch eine Reihe sogenannter Trink- und Seemannslieder ihr Image.

## Geschichte
Soldat Louis entstand Mitte der 1980er Jahre; im August 1987 wurde die noch nahezu unbekannte Band sehr kurzfristig von den Programmplanern des Festival Interceltique de Lorient verpflichtet, als Vorgruppe der Pogues aufzutreten. In der Folge dieses Auftritts vergrößerte sich nicht nur der Kreis ihrer Anhänger schlagartig, sondern er führte auch dazu, dass Sony Music ihnen einen Plattenvertrag anbot, woraufhin im Jahr darauf ihr erstes Album, betitelt Première Bordée, erschien (siehe die Diskographie weiter unten). Der davon als Single ausgekoppelte Song Du rhum, des femmes, ein Lied über Fischer, die auf hoher See ihrer Enttäuschung über die Abwesenheit von Alkohol und Frauen Ausdruck verleihen und das, ungeachtet der Tatsache, dass manche und mancher das Plattencover als frauenfeindlich empfand, zum Hit wurde, den viele bei Konzerten laut mitsangen. Die Single verkaufte sich in über 750.000 Exemplaren. Sie stieg im Dezember 1988 in die französischen Top-50 ein, in denen sie 25 Wochen blieb, hielt sich auch zwölf Wochen in den Top-10 und erreichte im Frühjahr 1989 als höchste Position Rang 3. Dies blieb Soldat Louis’ größter kommerzieller Erfolg. Lediglich einer Single (Martiniquaises, zwölf Top-50-Wochen im Herbst 1989, höchste Notierung auf Rang 33) sowie zwei LPs (Escale sur la planète und Sales gosses, Top-200) gelang noch der Sprung in die Charts.
Die Popularität der Band insbesondere in ihrer bretonischen Heimat, die sich auch in ihrer Langlebigkeit zeigt, beruht unter anderem auf der musikalischen und thematischen Vielfältigkeit ihrer Songs. Diese reicht von „deutlichen Anleihen bei den Pogues“ über The Wild Rover bis zur bretonischen Nationalhymne, kommt einmal laut und unbeschwert, ein anderes Mal – wie beispielsweise in Femmes de légende, einer Hommage an das schwere Leben der Seemannsfrauen – nachdenklich herüber. Das auf ihrer zweiten LP 1990 veröffentlichte C’est un pays wird als „eines der schönsten und stärksten Chansons über die Bretagne“ bezeichnet. Über die Jahrzehnte unternahm Soldat Louis zahlreiche Tourneen, unter anderem auch durch Irland, und hatte Auftritte bei lokalen Festoù-noz ebenso wie bei sämtlichen kleineren und größeren Musikfestivals insbesondere in der Bretagne. Das Festival Interceltique in Lorient, wo ihre Karriere begann, wurde fast so etwas wie ihr zweites Zuhause, in dem sie zuletzt 2019 auftraten. Auf ihren ersten Auftritt im Pariser Olympia musste die Band hingegen bis 2012 warten.
Bis einschließlich 1999 veröffentlichte die Gruppe ihre Musik auf unterschiedlichen Labels von Sony Music, 2002 und 2003 dann bei EMI sowie 2006 bei Atlantic. Seit 2009 vertreibt Coop Breizh ihre Platten, die neben denen von Denez Prigent, Gilles Servat, Red Cardell und Les Ramoneurs de menhirs zu den besonders gut verkauften des bewusst bretonischer Kultur verpflichteten Independent-Unternehmens gehören.
2010 komponierte Soldat Louis im Auftrag des FC Lorient eine Vereinshymne zu dessen 90. Jubiläum. Der Verein begründete diese Zusammenarbeit mit den Worten, die Musiker stellten ein Bindeglied zwischen Modernität und der Verankerung in ihrer heimatlichen Umgebung dar; dies entspreche genau dem Profil des Klubs. Das Lied „Debout, Lorient!“ (auf Deutsch etwa „Auf geht’s, Lorient“) wird seither auf den Rängen des Stade du Moustoir von einem Teil der Fußballfans mitgesungen.

## Besetzung

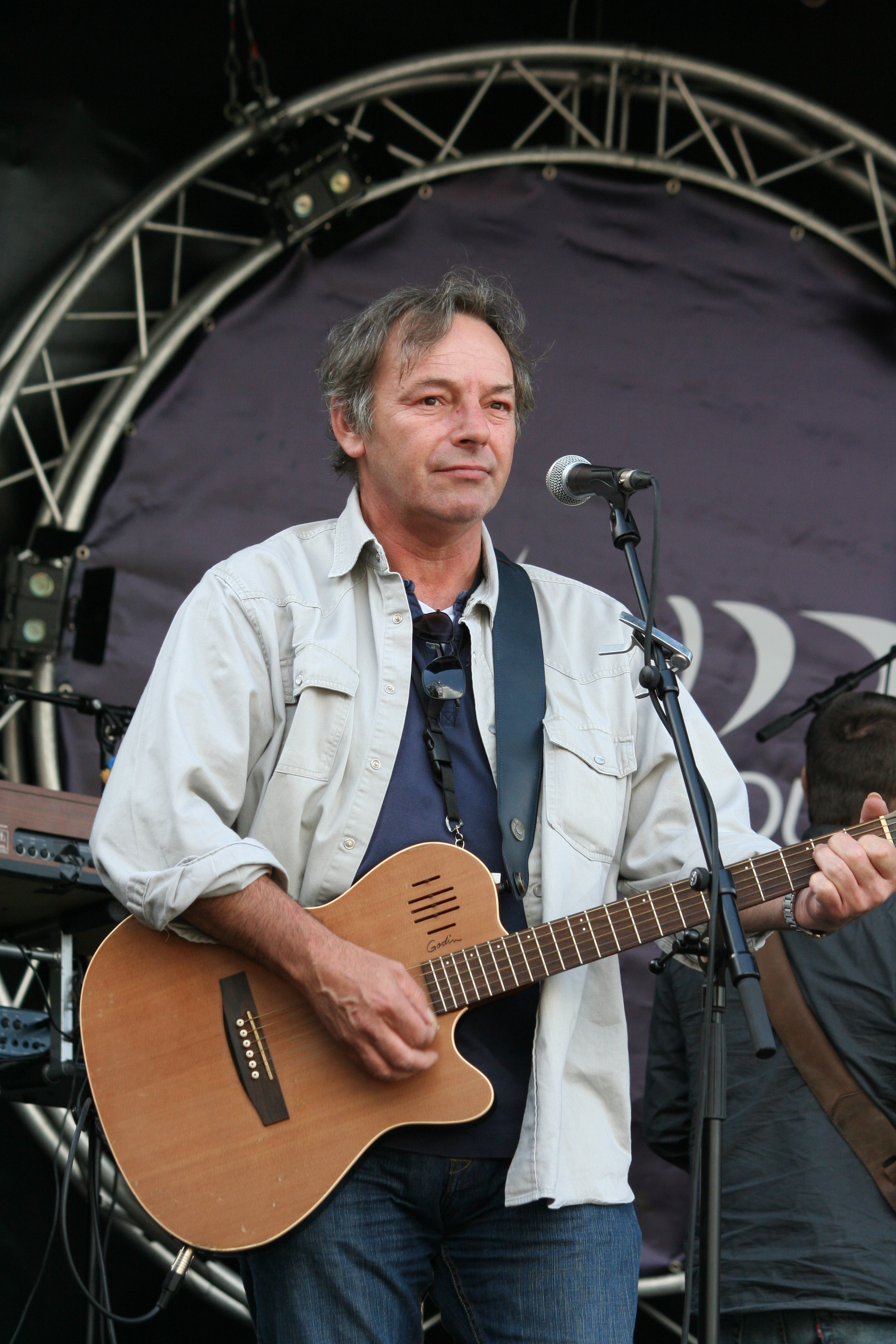
Renaud Detressan (2009)

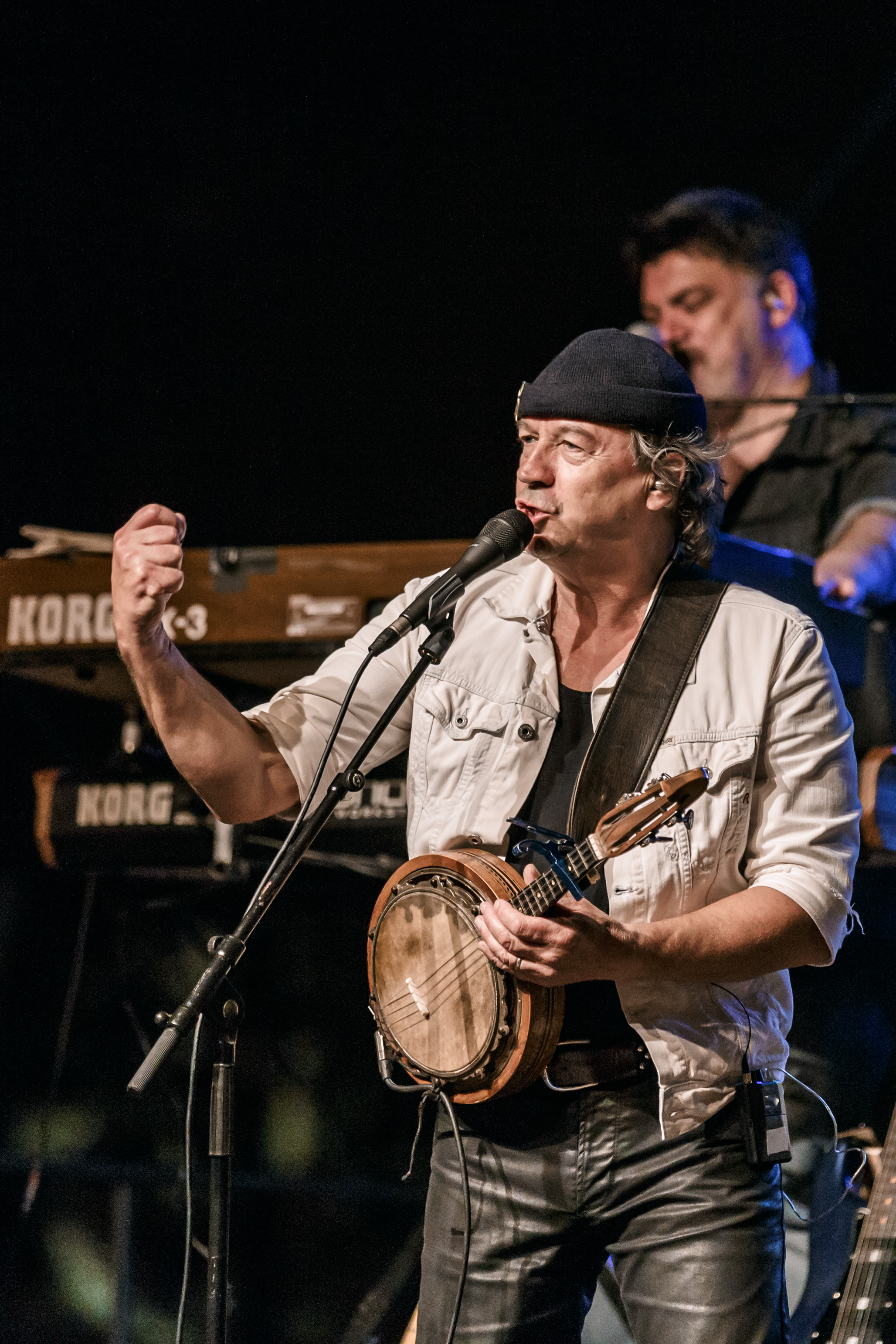
Serge Danet (2016)

In den rund dreieinhalb Jahrzehnten des Bestehens von Soldat Louis haben zwei Musiker praktisch durchgehend zur Formation gehört: Renaud Detressan alias Gary Wicknam, ein Enkel des Chansonniers Théodore Botrel, der Anfang der 1980er Jahre bereits – wenn auch nur mäßig erfolgreich – einige Platten als Solist veröffentlicht hatte, und Serge Danet, den schon seine Jugendfreunde Soldat Louis nannten. Detressan (Texte) und Danet (Musik) zeichnen auch als Autoren für die meisten Lieder der Gruppe verantwortlich. Diese Dominanz veranlasste den Autor Éric Bassey dazu, die Band als „hauptsächlich ein Duo“ zu bezeichnen. Ansonsten kam es in diesem langen Zeitraum zu häufigen personellen Veränderungen bei den Bandmitgliedern; dazu trug auch bei, dass es bei etlichen Auftritten – spontan oder geplant, bei einzelnen Konzerten ebenso wie auf Festivals und Tourneen – zur Einbeziehung zusätzlicher Gastmusiker kam.
Auch auf ihrer 2010 veröffentlichten LP V.I.P.: Very Intimes Poteaux („Sehr vertraute Kumpel“) singen und spielen befreundete Musiker mit Soldat Louis. Hugues Aufray, Patrick Verbeke, Antoine, Beverly Jo Scott, Francis Cabrel, Clarisse Lavanant, Murray Head, Dan Ar Braz, Renaud, Francis Lalanne und Michael Jones interpretieren Lieder aus dem Repertoire der Band, bei einigen Stücken begleiten Soldat Louis die Kollegen auch.
Die aktuell siebenköpfige Besetzung (2019) besteht aus Serge Danet (Leadgitarre, Banjo, Gesang), Renaud Detressan (Gitarre, Background Vocals), Michel Banuls (akustische und E-Gitarre, Background Vocals), Anthony Masselin (Cornemuse, Uilleann Pipes, Flöte), Hervé Le Guillou (E-Bass), Jean-Paul Barrière (Keyboards, Background Vocals) und Christophe Sonnic (Schlagzeug). Masselin gehörte Ende der 1990er Jahre der Bagad de Lann-Bihoué an, einem der traditionsreichsten und häufig ausgezeichneten Spielmannszüge in der Bretagne. Einen vergleichbaren musikalischen Hintergrund besaßen auch schon andere zeitweilige Bandmitglieder wie Loïc Taillebrest und Bruno Le Rouzic.

## Diskografie
| Studioalben - 1988: Première Bordée - 1990: Pavillon noir - 1993: Auprès de ma bande - 1999: Bienvenue à bord - 2002: Escale sur la planète - 2006: Sales gosses - 2010: V.I.P.: Very Intimes Poteaux - 2013: Kingdom Tavern - 2017: Quelques nouvelles du front | Live-Alben - 1997: En vrai - 2003: En vrai 2 vrai - 2009: Happy … bordée 20 ans Best-of-Kompilationen (Auswahl) - 1995: Le meilleur de Soldat Louis: C’est un pays - 2006: Itinéraire - 2017: Best of Soldat Louis |

Zwischen 1988 und 1999 brachten Soldat Louis zudem insgesamt 18 Singles heraus. Zu ihren bekanntesten darauf erschienenen Liedern gehören neben Du rhum, des femmes, Martiniquaises und der FCL-Vereinshymne Pavillon noir, C’est un pays, Femmes de légende, Menestrel und Tirer des caisses.